# Sertularia tenera
Sertularia tenera är en nässeldjursart som beskrevs av Sars 1874. Sertularia tenera ingår i släktet Sertularia och familjen Sertulariidae. Arten är reproducerande i Sverige. Inga underarter finns listade i Catalogue of Life.